# کارولین دروا
کارولین دروا (فرانسوی: Caroline Drouin‎؛ زادهٔ ۷ ژوئیهٔ ۱۹۹۶) بازیکن راگبی ۷ نفره زن اهل فرانسه است.
وی در مسابقات کشوری و بین‌المللی در مجموع برندهٔ ۱ مدال نقره شده‌است.